# Lennart Lindberg
För konstnären, se Lennart Lindberg (konstnär) 
Johan Edvard Lennart Lindberg, född 24 september 1918 i Stockholm, död där 7 september 2004, var en svensk skådespelare och författare.

## Biografi
Lindberg växte upp i Kristianstad i en musikerfamilj. Då modern ofta var på turné i Europa tillbringade Lindberg mycket tid hos sin faster i Stockholm. Han tog studenten på latinlinjen och sökte sedan in på Scenskolan i Göteborg. Han var därefter engagerad vid bland annat Helsingborgs stadsteater, Malmö stadsteater, Norrköpings stadsteater och Uppsala stadsteater.
Vid sidan av teatern var Lindberg verksam som filmskådespelare. Han debuterade 1951 i Lars-Eric Kjellgrens Tull-Bom och gjorde sin sista filmroll 2001 i Teresa Fabiks En sista vals.
Utöver skådespeleriet var Lindberg också verksam som författare. Han skrev både faktaböcker och böcker för barn och ungdom, ofta med indianer som tema. Debuten skedde 1962 med Filmryttare sökes. Det litterära intresset tog sig även uttryck i att var ansvarig för Teaterförbundets bibliotek. En minneshögtid hölls den 24 september 2004 i Teaterförbundets lokal Stallet.
Lennart Lindberg var gift med skådespelaren Barbro Larsson 1951–1957. Han är gravsatt i minneslunden på Skogskyrkogården i Stockholm.

## Filmografi
- 1951 – Tull-Bom
- 1951 – Biffen och Bananen
- 1952 – Ubåt 39
- 1952 – Blondie, Biffen och Bananen
- 1953 – Ogift fader sökes
- 1953 – Levande land
- 1953 – Kärlekens bröd
- 1954 – Ung sommar
- 1955 – Tom plats fylld
- 1955 – Männen i mörker
- 1955 – Danssalongen
- 1955 – Den glade skomakaren
- 1956 – Johan på Snippen
- 1956 – Flickan i frack
- 1957 – Klarar Bananen Biffen?
- 1958 – Mannekäng i rött
- 1958 – Åsa-Nisse i kronans kläder
- 1958 – Körkarlen
- 1958 – Damen i svart
- 1958 – Att sälja rätt
- 1958 – Skuggan av en man
- 1959 – Ryttare i blått
- 1959 – Pojken Winslow
- 1960 – De sista stegen
- 1960 – Slå nollan till polisen
- 1961 – Åsa-Nisse bland grevar och baroner
- 1962 – Eskapad
- 1963 – Åsa-Nisse och tjocka släkten
- 1963 – Mordvapen till salu
- 1964 – Blåjackor
- 1965 – Flygplan saknas
- 1966 – Tillgripa våld
- 1966 – Operation Argus (TV-serie)
- 1968 – Sarons ros och gubbarna i Knohult
- 1968 – Från ett avlägset land
- 1969 – Ur kärlekens språk
- 1969 – Eva – den utstötta
- 1970 – Reservatet
- 1971 – Exponerad
- 1971 – Någon att älska
- 1973 – Någonstans i Sverige (TV-serie)
- 1973 – På fel sida
- 1974 – Karl XII
- 1977 – Ärliga blå ögon (TV-serie)
- 1982 – Pengar
- 1982 – Kraschen och tryggheten
- 1982 – Dubbelsvindlarna (TV-serie)
- 2001 – En sista vals

## Teater

### Roller
| År   | Roll                    | Produktion                                                                  | Regi                | Teater                           |
| ---- | ----------------------- | --------------------------------------------------------------------------- | ------------------- | -------------------------------- |
| 1938 | Pastor William Duke     | Till främmande hamn Sutton Vane                                             | Ingmar Bergman      | Mäster Olofsgården               |
| 1939 | Statyen                 | Lycko-Pers resa August Strindberg                                           | Ingmar Bergman      | Mäster Olofsgårdens teater       |
| 1939 | Pasquinot               | Romantik Edmond Rostand                                                     | Ingmar Bergman      | Mäster Olofsgårdens teater       |
| 1939 | Fången                  | Han som fick leva om sitt liv Pär Lagerkvist                                | Ingmar Bergman      | Mäster Olofsgårdens teater       |
| 1940 | Banquo                  | Macbeth William Shakespeare                                                 | Ingmar Bergman      | Mäster Olofsgårdens teater       |
| 1945 | En chevau-léger         | Cyrano de Bergerac Edmond Rostand                                           | Sandro Malmquist    | Malmö Stadsteater                |
| 1945 |                         | Det var en gång Holger Drachmann                                            | Arne Lydén          | Malmö stadsteater                |
| 1945 |                         | Hamlet William Shakespeare                                                  | Sandro Malmquist    | Malmö Stadsteater                |
| 1946 |                         | Sankta Johanna George Bernard Shaw                                          | Sandro Malmquist    | Malmö Stadsteater                |
| 1947 |                         | Romeo och Julia William Shakespeare                                         | Johan Falck         | Norrköping-Linköping stadsteater |
| 1947 | Paul Verrall            | Född i går Garson Kanin                                                     | Johan Falck         | Norrköping-Linköping stadsteater |
| 1947 |                         | Kungens paket Staffan Tjerneld och Alf Henrikson                            | Hans Dahlin         | Norrköping-Linköping stadsteater |
| 1947 |                         | Den heliga familjen Rudolf Värnlund                                         | Gunnar Skoglund     | Norrköping-Linköping stadsteater |
| 1947 |                         | Venus S. J. Perelman, Ogden Nash och Kurt Weill                             | Johan Falck         | Norrköping-Linköping stadsteater |
| 1948 | Fänrik Max              | Erik XIV August Strindberg                                                  | Johan Falck         | Norrköping-Linköping stadsteater |
| 1948 |                         | De fyra små Georges Roland                                                  | Hans Dahlin         | Norrköping-Linköping stadsteater |
| 1948 | Paul Verrall            | Född i går Garson Kanin                                                     | Johan Falck         | Norrköping-Linköping stadsteater |
| 1948 |                         | Det orimliga Arvid Brenner                                                  | Hans Dahlin         | Norrköping-Linköping stadsteater |
| 1948 |                         | En midsommarnattsdröm William Shakespeare                                   | Stig Roland         | Norrköping-Linköping stadsteater |
| 1948 |                         | Strändernas svall Eyvind Johnson                                            | Johan Falck         | Norrköping-Linköping stadsteater |
| 1948 |                         | Susanne Hans Adler och Alexander Steinbrecher                               | Sandro Malmquist    | Norrköping-Linköping stadsteater |
| 1949 | Prinsen                 | En komedi om kärlek Jean Anouilh                                            | Johan Falck         | Norrköping-Linköping stadsteater |
| 1949 |                         | Linje Lusta Tennessee Williams                                              | Johan Falck         | Norrköping-Linköping stadsteater |
| 1949 | Paul Verrall            | Född i går Garson Kanin                                                     | Ernst Eklund        | Lisebergsteatern                 |
| 1949 | Morris Dixon            | Fröjd för stunden Noël Coward                                               | Lars-Levi Læstadius | Helsingborgs stadsteater         |
| 1949 | Upptäcktsresanden       | Upptäcktsresanden Stig Dagerman                                             | Mats Johansson      | Helsingborgs stadsteater         |
| 1949 | Patrice Bombelles       | Slottsbalen Jean Anouilh                                                    | Börje Nyberg        | Helsingborgs stadsteater         |
| 1949 | Prinsen                 | Askungen                                                                    | Arne Ragneborn      | Helsingborgs stadsteater         |
| 1949 | Fernand de Champlatreux | Lilla helgonet Hervé, Henri Meilhac och Albert Millaud                      | Mats Johansson      | Helsingborgs stadsteater         |
| 1950 | Happy                   | En handelsresandes död Arthur Miller                                        | Lars-Levi Læstadius | Helsingborgs stadsteater         |
| 1950 | Dickie Winslow          | Fallet Winslow The Winslow Boy Terence Rattigan                             | Börje Nyberg        | Helsingborgs stadsteater         |
| 1950 | Rowland Lacy            | Skomakarens frimåndag Thomas Dekker                                         | Lars-Levi Læstadius | Helsingborgs stadsteater         |
| 1950 | Allan Journalisten      | Simon trollkarlen Tore Zetterholm                                           | Ingrid Luterkort    | Helsingborgs stadsteater         |
| 1950 | René                    | Vävaren i Bagdad Hjalmar Bergman                                            | Keve Hjelm          | Helsingborgs stadsteater         |
| 1951 | Eusebius Potasse        | Millionären från Peru Hans Adler och Alexander Steinbrecher                 | John Zacharias      | Helsingborgs stadsteater         |
| 1951 | Gilbert Frobisher       | Jane W. Somerset Maugham                                                    | Ingrid Luterkort    | Helsingborgs stadsteater         |
| 1951 |                         | Låt mig ta hand om dig Max Catto                                            | Ernst Eklund        | Lisebergsteatern                 |
| 1955 | Kapten Fisby            | Thehuset Augustimånen John Patrick                                          | Sandro Malmquist    | Riksteatern                      |
| 1958 | Bill Page               | Turturduvans röst John Van Druten                                           | Eva Sköld           | Riksteatern                      |
| 1959 | Filippo Roberti         | I sista minuten (Gli ultimi cinque minuti) Aldo De Benedetti                | Frank Sundström     | Lilla Teatern                    |
| 1959 | George Scudder          | Ungdoms ljuva fågel Tennessee Williams                                      | Per Gerhard         | Vasateatern                      |
| 1961 | Jerome Black            | Mamma San Leonard Spigelgass                                                | Gustaf Molander     | Vasateatern                      |
| 1961 | James Keller            | Miraklet William Gibson                                                     | Per Gerhard         | Vasateatern                      |
| 1961 | Paul                    | Alltsedan Adam och Eva Poul Sørensen och Erik Fiehn                         | Egon Larsson        | Scalateatern                     |
| 1962 | En löjtnant             | Erasmus Montanus Ludvig Holberg                                             | Gösta Terserus      | Parkteatern                      |
| 1964 | Broder Martin           | Sankta Johanna George Bernard Shaw                                          | Per Gerhard         | Vasateatern                      |
| 1971 | Robert Westerby         | Skulle det dyka upp fler lik är det bara å ringa (Busybody) Jack Popplewell | Stig Ossian Ericson | Lilla teatern                    |
| 1974 |                         | Annie Get Your Gun Irving Berlin, Dorothy Fields och Herbert Fields         | Åke Falck           | Scandinavium                     |